# Rhipidura maculipectus
Rhipidura maculipectus là một loài chim trong họ Rhipiduridae.